# 香港内河ターミナル
香港内河ターミナル（ホンコンないかターミナル、中国語：香港內河碼頭、英語：River Trade Terminal）は香港新界屯門にあるコンテナターミナルである。望後石の西端にあり、面積は65アール、岸壁延長は3000メートルである。いずれも香港の大手企業である和記黄埔と新鴻基地産の2社によって経営されている。
内河ターミナルは、葵青コンテナターミナルと沖荷役作業区と並ぶ香港の重要な物流インフラストラクチャーである。主に香港と珠江デルタの間を航行している小型内航船を対象とし、バルク貨物やコンテナ貨物を取扱っている。

## ホームページ
- 香港內河碼頭有限公司（中国語と英語）